# 薛继军
薛继军（1962年—），男，江苏如皋人，中国影视编导，曾任北京科学教育电影制片厂厂长，中国电影家协会理事，中国电视艺术家协会理事，现任中国国际电视总公司董事长、总裁。